# Dicranomyia bhima
Dicranomyia bhima är en tvåvingeart som först beskrevs av Alexander 1965.  Dicranomyia bhima ingår i släktet Dicranomyia och familjen småharkrankar. Inga underarter finns listade i Catalogue of Life.